# Macomb County
Macomb County je okres na jihovýchodě státu Michigan v USA. K roku 2011 zde žilo 842 145 obyvatel. Správním městem okresu je Mount Clemens, největším potom Warren. Celková rozloha okresu činí 1 476 km².

## Sousední okresy
| Růžice kompasu | Lapeer County  |               | St. Clair County | Růžice kompasu |
| Růžice kompasu | Oakland County | Sever         |                  | Růžice kompasu |
| Růžice kompasu | Oakland County | Macomb County |                  | Růžice kompasu |
| Růžice kompasu | Oakland County | Jih           |                  | Růžice kompasu |
| Růžice kompasu | Wayne County   |               |                  | Růžice kompasu |